# 대한민국 민법 제921조
대한민국 민법 제921조는 친권자와 자간 수인의 자간의 이해상반행위에 대한 민법 친족법 조문이다. 2005.3.31에 개정되었다.

## 조문
第921條(親權者와 그 子間 또는 數人의 子間의 利害相反行爲) ① 法定代理人인 親權者와 그 子사이에 利害相反되는 行爲를 함에는 親權者는 法院에 그 子의 特別代理人의 選任을 請求하여야 한다.
②法定代理人인 親權者가 그 親權에 따르는 數人의 子 사이에 利害相反되는 行爲를 함에는 法院에 그 子 一方의 特別代理人의 選任을 請求하여야 한다.

## 해설
이해상반행위란 행위의 객관적 성질상 친권자와 그 자 사이 또는 친권에 복종하는 수인의 자 사이에 이해의 대립이 생길 우려가 있는 행위를 가리키는 것으로서, 친권자의 의도나 그 행위의 결과 실제로 이해의 대립이 생겼는지의 여부는 묻지 않으며, 행위의 의도, 목적, 동기, 그 행위의 실질적 결과 등을 고려하여 그 행위로 인하여 미성년자의 자에게 불이익이 되고 친권자에게는 이익이 되는가 여부를 실질적으로 판단한다.

## 사례
A양의 생모인 고씨(44)는 정씨와 결혼해 A양 자매를 낳았으나 1998년 양육권을 포기한 채 협의 이혼하고 재혼하였는데 2007년 정씨가 사고로 사망하면서 A양 자매에게 토지를 상속재산으로 남겼다. A양 자매를 돌보지 않던 고씨는 당시 미성년자인 A양 자매의 친권자로서 법정대리인임을 내세워 A양 자매의 토지를 B씨에게 1억여 원에 처분한 다음 재혼한 남편의 사업자금 등으로 사용한 경우 이는 친권자(생모)가 미성년자인 자녀의 이익에 반하는 행위가 된다

## 참고 문헌
- 오현수, 일본민법, 진원사, 2014. ISBN 978-89-6346-345-2
- 오세경, 대법전, 법전출판사 , 2014 ISBN 978-89-262-1027-7
- 이준현 , LOGOS 민법 조문판례집, 미래가치, 2015. ISBN 979-1-155-02086-9

## 같이 보기
- 이해상반행위